# Курт Гензель
Курт Вільгельм Себастіан Гензель (нар. 29 грудня 1861 — пом. 1 червня 1941) — німецький математик. Працював в галузі алгебраїчних чисел, алгебраїчних функцій і теорії ріманових поверхонь. Відомий відкриттям топологічного простору p-адичних чисел.